# Sông Tennessee

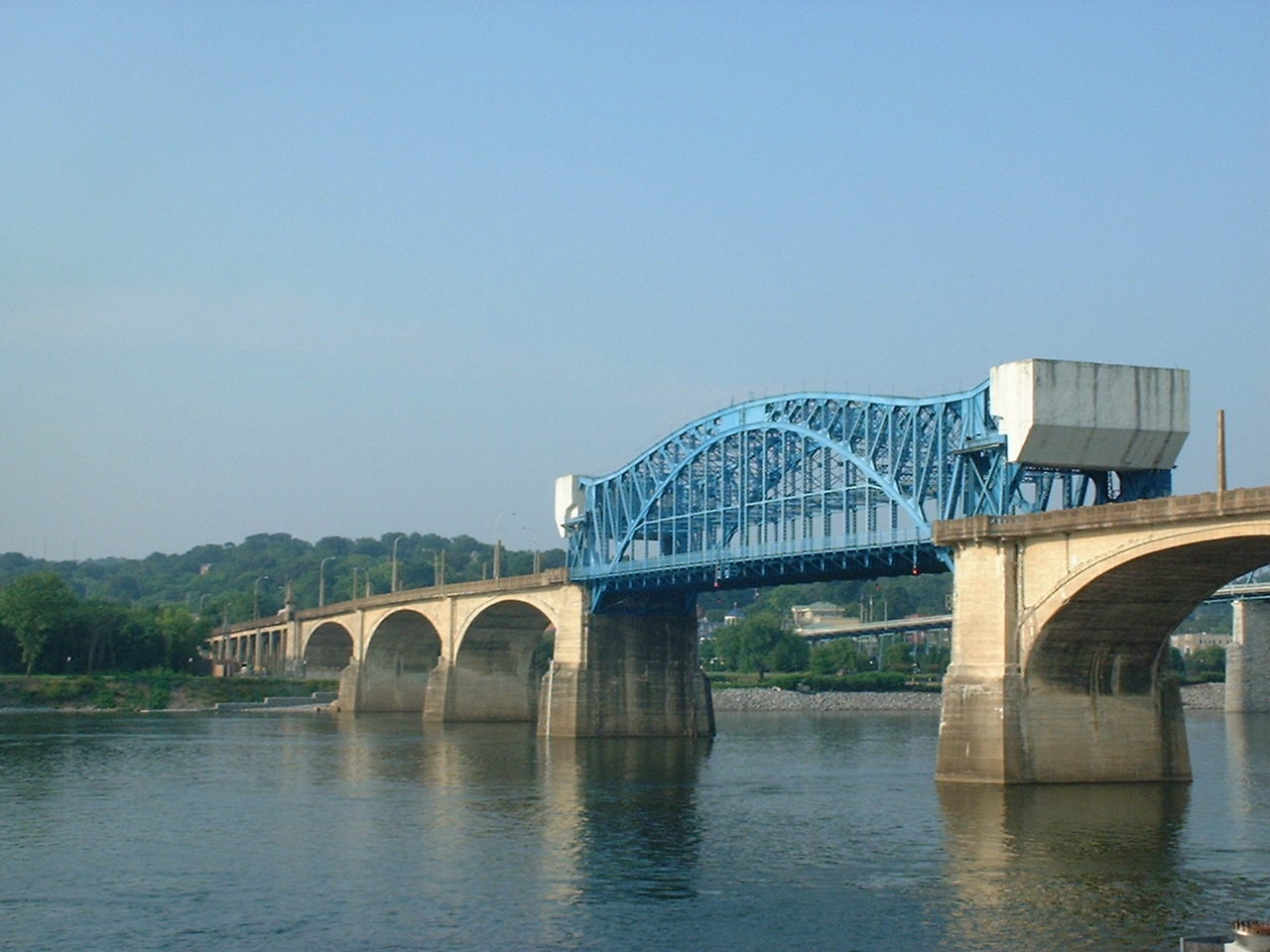
Cầu John Ross, bắc qua sông Tennessee tại Chattanooga.

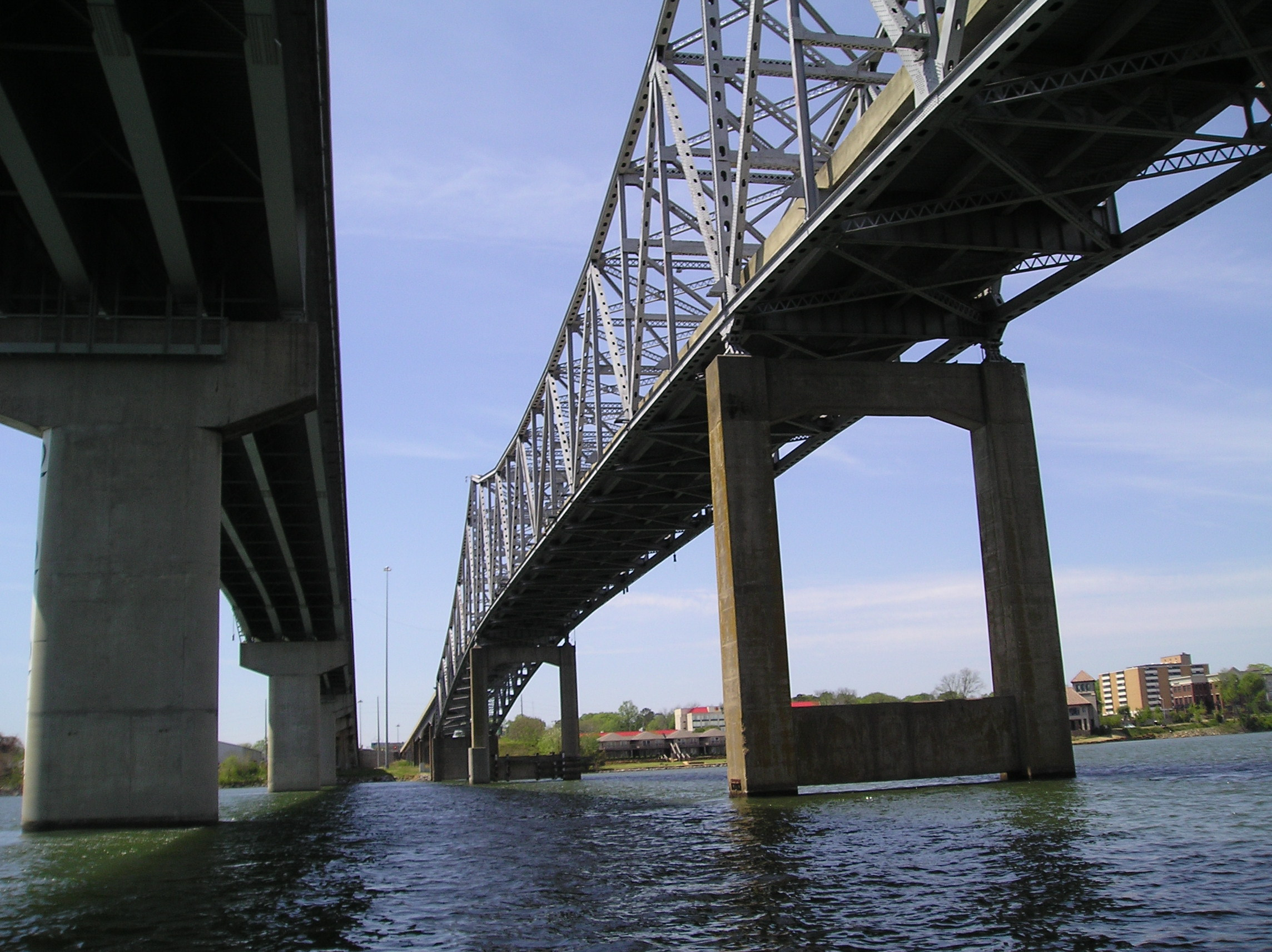
"Steamboat Bill" Hudson Memorial Bridge tại Decatur, Alabama.

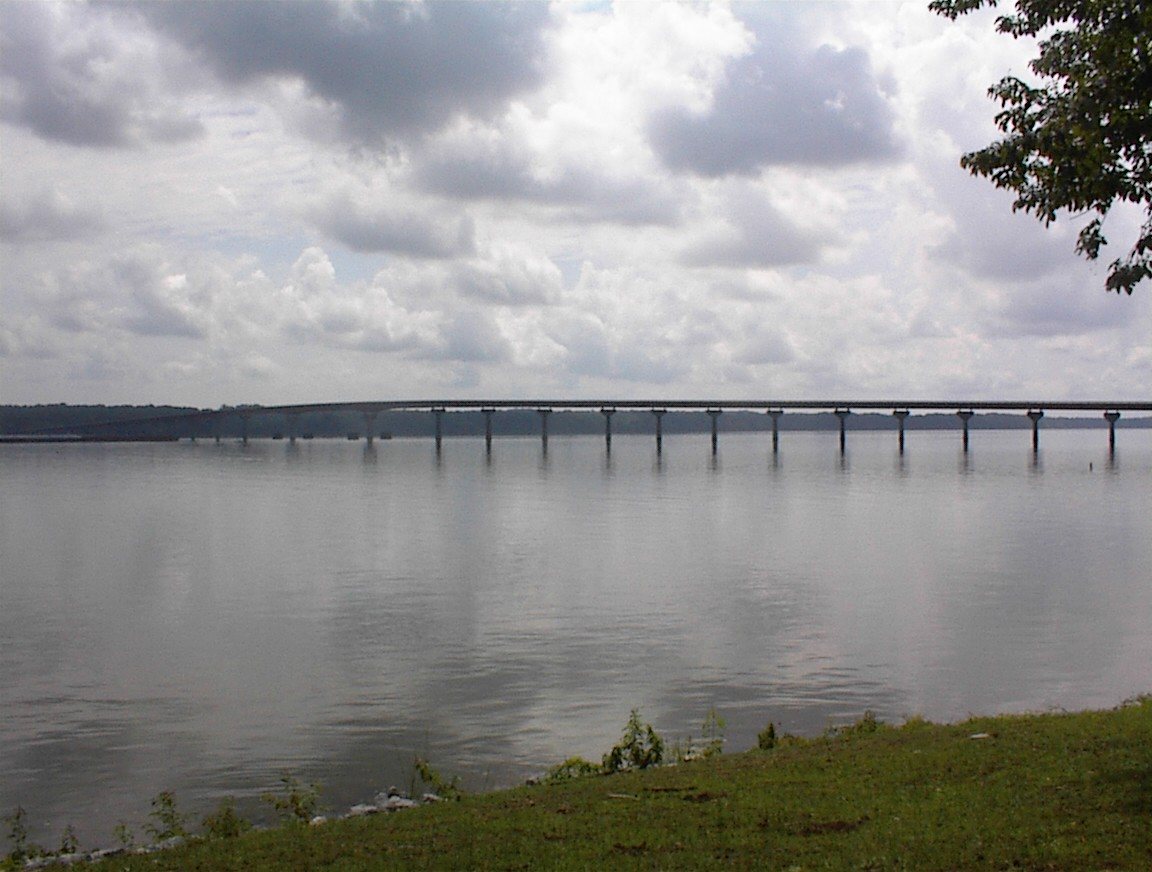
Natchez Trace Parkway, qua sông Tennessee tại Cherokee, Alabama

Sông Tennessee (tiếng Anh: Tennessee River) là chi lưu lớn nhất của sông Ohio. Sông có chiều dài xấp xỉ 652 dặm (1049 km) và thuộc thung lũng Tennessee ở đông nam Hoa Kỳ. Con sông này từng được gọi phổ biến với cái tên Cherokee, cũng như các tên gọi khác. Tên gọi hiện nay có nguồn gốc từ một ngôi làng của người Cherokee có tên là Tanasi.

## Dòng chảy
Sông Tennessee được tạo thành ở nơi hợp lưu giữa sông Holston và sông French Broad ở phía đông của Knoxville, Tennessee. Từ Knoxville, sông chảy theo hướng đông nam qua Đông Tennessee hướng về Chattanooga trước khi tiến vào bang Alabama. Sông vòng qua miền bắc Alabama rồi cuối cùng tạo thành một đoạn nhỏ ranh giới giữa bang này với Mississippi, trước khi trở về Tennessee. Tại điểm này, sông trở thành ranh giới giữa hai phần của Tennessee: Trung và TâyTennessee.
Tuyến đường thủy Tennessee-Tombigbee Waterway, một dự án của UCông binh Lục quân Hoa Kỳ đã khiến tàu bè có thể đi đến sông Tombigbee và liên kết đến cảng Mobile, tiến vào Tennessee gần ngã ba ranh giới Tennessee-Alabama-Mississippi. Tuyến đường thủy này làm giảm khoảng cách đi lại từ Tennessee, bắc Alabama, và bắc Mississippi đến vịnh Mexico tới hàng trăm dặm. Phần cuối dòng, sông Tennessee chảy trong địa bàn bang Kentucky, chia tách Jackson Purchase với phần còn lại của tiểu bang này. Sông Tennessee sau đó đổ nước vào sông Ohio tại Paducah, Kentucky.

## Đập
Sông đã được nhiều lần xây đập, chủ yếu là do các dự án của Tennessee Valley Authority (TVA). Vị trí đập Kentucky của TVA nằm trên sông Tennessee và đập Corps' Barkley nằm trên sông Cumberland đã tạo ra Một vùng đất giữa hai hồ. Một kênh đào có thể đi lại được nằm ở Grand Rivers, Kentucky, nối hồ Kentucky và hồ Barkley. Kênh đào cho phép rút ngắn hành trình từ sông Tennessee đến hầu hết sông Ohio, và rút ngắn hành trình từ sông Cumberland hướng đến Mississippi.

## Đô thị quan trọng
Các thành phố in đậm có trên 30.000 cư dân
- Bridgeport, Alabama
- Chattanooga, Tennessee
- Cherokee, Alabama
- Clifton, Tennessee
- Crump, Tennessee
- Decatur, Alabama
- Florence, Alabama
- Grand Rivers, Kentucky
- Guntersville, Alabama
- Harrison, Tennessee
- Huntsville, Alabama
- Killen, Alabama
- Kingston, Tennessee
- Knoxville, Tennessee
- Langston, Alabama
- Lenoir City, Tennessee
- Loudon, Tennessee
- New Johnsonville, Tennessee
- Paducah, Kentucky
- Redstone Arsenal, Alabama
- Savannah, Tennessee
- Scottsboro, Alabama
- Sheffield, Alabama
- Soddy-Daisy, Tennessee
- Signal Mountain, Tennessee
- South Pittsburg, Tennessee
- Triana, Alabama
- Waterloo, Alabama

## Các chi lưu của sông Tennessee
- Sông Horse Savannah, Tennessee (quận Hardin, Tennessee)
- Sông Big Sandy (Tennessee)
- Sông White Oak
- Sông Duck (Tennessee)
  - Sông Buffalo (Tennessee)
    - Sông Green
    - Sông Buffalo Nhỏ

  - Sông Piney (Tennessee)
  - Sông Little Duck
- Sông Beech (Tennessee)
- Sông Shoal
- Sông Bear (Alabama, Mississippi) [6]
  - Sông Buzzard Roost (Alabama) [6]
- Sông Colbert (Alabama) [6]
- Sông Malone (Alabama) [6]
- Sông Mulberry (Alabama) [6]
- Sông Cane (Alabama) [6]
- Sông Dry (Alabama) [6]
- Sông Little Bear (Alabama) [6]
- Sông Spring (Alabama) [7]
- Sông Cypress (Alabama) [7]
- Sông Shoal (Alabama) [7]
- Sông First (Alabama) [7]
- Sông Elk (Tennessee, Alabama)
- Sông Flint (Alabama)
- Sông Limestone (Alabama, Tennessee)
  - Sông Beaverdam (Alabama)
- Sông Indian (Alabama)
- Sông Barren Fork Creek
- Sông Flint River (Alabama, Tennessee)
- Sông Paint Rock (Alabama, Tennessee)
- Sông Sequatchie (Tennessee)
  - Sông Little Sequatchie
- Sông Mountain (Tennessee)
- Sông Lookout (Tennessee, Georgia)
- Sông Chattanooga (Tennessee, Georgia)
- Sông Citico (Tennessee)
- Sông South Chickamauga (Tennessee, Georgia)
- Sông North Chickamauga (Tennessee)
- Sông Hiwassee (Tennessee, North Carolina)
  - Sông Conasauga (Tennessee)
  - Sông Ocoee (Tennessee, Georgia)
  - Sông Nottely (North Carolina, Georgia)
- Sông Piney (Tennessee)
- Sông Clinch (Tennessee, Virginia)
  - Sông Emory (Tennessee)
    - Sông Little Emory
    - Sông Obed (Tennessee)
      - Sông Little Obed

  - Sông Poplar
    - Sông East Fork Poplar

  - Sông Beaver
  - Sông Powell (Tennessee, Virginia)
- Sông Little Tennessee (Tennessee, Bắc Carolina)
  - Sông Tellico (Tennessee)
  - Sông Tuckasegee (Bắc Carolina)
  - Sông Nantahala (Bắc Carolina)
  - Sông Cullasaja (Bắc Carolina)
- Sông Little (Tennessee)
- Sông French Broad
  - Sông Little Pigeon (Tennessee)
  - Sông Nolichucky (Tennessee, North Carolina)
  - Sông Pigeon (Tennessee, Bắc Carolina)
- Sông Holston (Tennessee)
  - Sông Fork Holston Bắc (Tennessee, Virginia)
  - Sông Fork Holston Nam (Tennessee, Virginia)
    - Sông Watauga (Tennessee, Bắc Carolina)
      - Sông Doe (Tennessee)

  - Sông Fork Holston Giữa (Virginia)